# 羅日尼亞蒂夫
48°56′11″N 24°9′17″E / 48.93639°N 24.15472°E
罗日尼亚蒂夫（羅馬化：Rozhniativ），又按俄语名譯為罗日尼亚托夫，是烏克蘭西部伊萬諾-弗蘭科夫斯克州卡盧什區罗日尼亚蒂夫市镇内的鎮及其行政中心。處於戈爾加內山脈山腳，面積19.23平方公里，2015年人口2,835，人口密度每平方公里202人。

## 備註
1. ↑  俄語：